# Rust (Baden-Wurtemberg)
Rust es un municipio de 3.895 habitantes (2013) y una superficie total de 1.327 hectáreas en el distrito de Ortenau en la orilla del Rin en Baden-Wurtemberg, Alemania, aproximadamente 35 kilómetros al norte de Friburgo.
Es Muy conocido por ubicarse en él el Parque temático Europa-Park.

## Puntos de interés
- Europa-Park
- Taubergießen